# European Roma Rights Centre
Das European Roma Rights Centre (deutsch: Europäisches Zentrum für die Rechte der Roma), kurz ERRC, ist eine Organisation in Budapest (Ungarn), die sich mit den Problemen der Roma und Sinti in Europa befasst.
Das ERRC wurde 1996 gegründet und wird von einem internationalen Komitee geleitet. Sie engagiert sich vor allem auf rechtlichem Weg gegen antiziganistische Handlungen sowie gegen Vorurteile und Diskriminierung. Darüber hinaus gehören Policy-Gestaltung ebenso wie die Schulung von Multiplikatoren in der Menschenrechtsarbeit zu ihren Haupttätigkeiten.
Im ERRC kann über den Verein Österreichischer Auslandsdienst ein österreichischer Gedenkdienst abgeleistet werden.

## Auszeichnungen
- 2009: Gruber Justice Prize
- 2018: Raoul-Wallenberg-Preis[1]